# Alexander V. (Makedonien)
Alexander V. (altgriechisch Ἀλέξανδρος Aléxandros; † 294 v. Chr.) war ein Herrscher aus dem Geschlecht der Antipatriden. Er war der dritte Sohn des früheren makedonischen Königs Kassander und der Thessalonike, einer Schwester Alexander des Großen. In den Jahren 297–294 v. Chr. war er zusammen mit seinem Bruder Antipatros I. König von Makedonien.
Da Antipater aber die Alleinherrschaft anstrebte, setzte dieser Alexander 294 v. Chr. ab, woraufhin Alexander Pyrrhos I. von Epirus und Demetrios I. Poliorketes zu Hilfe rief. Für die gewünschte Hilfe verlangte Pyrrhus die Küste Makedoniens, Akarnanien und Amphilochia. Pyrrhus zwang nun Antipater, die Regierung an Alexander abzutreten, wofür er die versprochene Belohnung erhielt. Nachdem er Makedonien verlassen hatte, traf Demetrios dort ein. Alexander fürchtete, er würde ihm den Thron streitig machen, und beschloss daher, Demetrios während eines Banketts umzubringen. Dies jedoch wurde durch dessen Vorsicht verhindert. Am nächsten Tag geleitete Alexander Demetrios nach Larisa in Thessalien. Bei einem gemeinsamen Essen ließ Demetrios Alexander umbringen und er bemächtigte sich somit Makedoniens.